# Avant la route
Avant la route (titre original : The Town & The City) est un roman de Jack Kerouac publié en 1950, traduit en français par Daniel Poliquin, sorti aux Éditions de la Table ronde.

## Résumé
(novembre 2016).
Si vous disposez d'ouvrages ou d'articles de référence ou si vous connaissez des sites web de qualité traitant du thème abordé ici, merci de compléter l'article en donnant les références utiles à sa vérifiabilité et en les liant à la section « Notes et références ».
Ce livre est inspiré par la jeunesse de Kerouac situe le contexte qui servira par la suite à Docteur Sax ou encore Et les hippopotames ont bouilli vifs dans leurs piscines. L'auteur présente le héros comme membre d'une famille nombreuse, bien que lui ne soit issu que d'une famille de 3 enfants. Jack raconte ses exploits sportifs dans ce roman, qu'il développera plus amplement dans Vanité de Duluoz ; il raconte également son entrée à l'université, sa jeunesse beat, et sa dévotion à sa mère, le métier et le décès de son père.